# William Kingdon Clifford
William Kingdon Clifford, född den 4 maj 1845 i Exeter, död den 3 mars 1879 på Madeira, var en engelsk matematiker.
Clifford blev 1871 professor i använd matematik och mekanik vid University College i London. Hans verksamhet faller huvudsakligen inom den algebraiska riktningen av geometrin. 
Han utgav själv Elements of dynamic. I. Kinematic (1878). Största delen av hans övriga skrifter utgavs av Robert Tucker 1882.